# Direzione del genio di Santa Lucia
L'ex convento di Santa Lucia, divenuto direzione del genio di Santa Lucia (durante l'occupazione austriaca chiamato genie direction und fortifications bauhof Santa Lucia), è stato sede della direzione dei lavori di fortificazione e del genio dell'esercito imperiale austriaco, e in seguito di una sezione staccata del genio dell'esercito italiano. Il complesso si trova nel centro storico di Verona, lungo stradone Porta Palio.

## Storia e descrizione
La chiesa di Santa Lucia d'Ognissanti e l'annesso monastero risalgono almeno al XII secolo; documenti datati al 1215, inoltre, fanno presupporre che il convento appartenesse alla congregazione di San Marco di Mantova. Estintosi tale ordine, nel 1441 si insediarono nel convento di Santa Lucia le monache di San Benedetto, che già conducevano una chiesa e un ospedale extraurbani, presso il Chievo.
Nel corso dei secoli il monastero subì diverse trasformazioni e ammodernamenti, in particolare tra il 1743 e il 1765 venne ricostruita la chiesa su progetto dell'architetto Adriano Cristofali. Tuttavia pochi anni dopo, tra 1805 e 1806, il convento fu soppresso per decreto napoleonico e l'intero complesso venne demanializzato e assegnato all'esercito francese, che vi insediò una caserma.
Nel 1838, durante la dominazione austriaca della città, la chiesa e il convento vennero destinati a sede del cantiere delle fortificazioni (Befestigungs Bauhof). Tra 1843 e 1845, inoltre, si operarono importanti lavori di ristrutturazione per sistemarvi all'interno gli uffici della direzione del genio asburgico, e nel contempo furono edificati nuovi fabbricati per laboratori e depositi, che completarono la parte assegnata al cantiere delle fortificazioni.

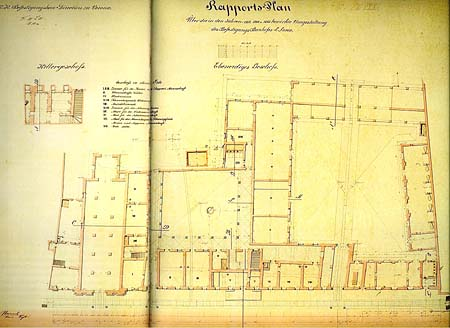
Il progetto di rifunzionalizzazione della chiesa di Santa Lucia e del monastero annesso

Il complesso, nell'assetto ottocentesco definitivo, occupava un vasto spazio quadrangolare recintato, entro cui trovavano spazio: la chiesa di Santa Lucia, utilizzata come magazzino grazie all'aggiunta di un solaio intermedio, retto da due file di pilastri; i corpi di fabbrica dell'annesso chiostro rettangolare, porticato su tre lati; una grande corte situata a ovest del chiostro, circondata sui quattro lati da altri fabbricati. Sul retro vi era invece un vasto piazzale terminante con un grande fabbricato rettilineo, a uso di magazzino.
Dal 1833 al 1848 l'ufficio del genio venne denominato "direzione dei lavori di fortificazione" (Befestigungs Bau Direction): in quel periodo fu preminente l'attività fortificatoria di ricostruzione della cinta magistrale e di edificazione dei primi forti esterni. Dal 1848 al 1866 l'ufficio venne ridenominato "direzione del genio" (Genie Direction Verona) e l'attività di servizio si focalizzò nella realizzazione del sistema difensivo veronese e nella contemporanea costruzione dei numerosi edifici militari per i servizi logistici della piazzaforte.
Il complesso conventuale ha subito gravi danni a causa dei bombardamenti della seconda guerra mondiale, tuttavia la chiesa e parte del chiostro sono sopravvissuti e poi divenuti sede della sezione staccata del genio militare dell'esercito italiano.